# Тамир, Александр
Александр Тамир (ивр. אלכסנדר תמיר‎, фамилия при рождении Волковский, 2 апреля 1931, Вильно, Виленское воеводство — 15 августа 2019, Иерусалим) — израильский пианист, участник фортепианного дуэта — «Браха Эден и Александр Тамир», автор музыки к одной из самых исполняемых песен гетто.

## Биография
Александр Волковский родился в 2 апреля 1931 года в Вильно (ныне Вильнюс, столица Литвы), который тогда относился к Польше. Александр был единственным ребёнком в семье доктора Ноя (Леона) Волковского, отоларинголога и его жены Фении (урожденной Кобарской). После присоединения Вильнюса к Литве, семья некоторое время жила в Минске, а затем — неподалеку от Минска; Александр учился в школе, освоил русский язык, состоял в пионерской организации и ездил в Москву, где участвовал в музыкальном конкурсе. После присоединения Литвы к СССР, семья вернулась в Вильнюс. Во время немецкой оккупации Волковские были заключены в Вильнюсское гетто.
В гетто, в возрасте 11 лет Александр написал музыку на слова Шмерке Качергинского «Shtiler, shtiler (Тише, тише)» (на иврите песня известна также как «Ponar» — «Понары»). Это была колыбельная но пелось в ней про Понары, где «растут могилы» и откуда «нет пути назад». Песня была исполнена в апреле 1943 года на конкурсе, организованным юденратом. В годы войны песня исполнялась партизанами, а позже завоевала известность у людей, переживших Катастрофу и стала одной из самых исполняемых песен в дни памяти жертв Катастрофы. Эта история вошла в Израильский фильм Ponar (Понары).
После ликвидации гетто Александр и его отец были переведены в концлагерь в Кивиоли (Эстония). Там во результате очередной «селекции» отец Александра был убит, а Александр был переведен в концлагерь Штуттгоф, где он смог избежать гибели, сбежав из детских бараков во взрослые. Следующим лагерем был Даутмерген. Он был освобожден в апреле 1945 года французскими войсками и отсюда Александр оказался в Париже. Мать Александра также пережила войну, но большинство членов их семьи были убиты.
После войны Александр отправился в Иерусалим и сменил свою фамилию на фамилию Тамир. Он продолжил свое музыкальное образование в Иерусалимской Академии музыки и танца, где познакомился с Брахой Иден (Лучински-Ор) (15 июля 1928 — 23 мая 2006), ученицей Йоpефа Таля — композитора и одного из основоположников современного музыкального искусства в Израиле. В 1952 году Таль и Иден стали выступать вместе, создав фортепианный дуэт. Позже они стажировались в США у Вронской и Бабина.

## Музыкальная карьера
Дебют дуэта состоялся в Израиле в 1954 году, а в 1957 году Иден и Тамир выиграли Международный конкурс имени Виотти. Они регулярно гастролировали по многим странам, выступая как с сольными концертами, так и в качестве исполнителей концертов с известными мировыми оркестрами. Позже они стали старшими профессорами Академии Рубина, а Тамир одно время был деканом академии.
В 1968 году Тамир и Иден основали в Эйн-Кереме Центр камерной музыки Макса Тарга, а Тамир стал основателем Конкурса молодых артистов и Израильского общества Шопена. Он был членом правления Международной федерации обществ Шопена.
В 1990-х они начали регулярно выступать и преподавать в Китае, России и Польше, а в 1997 году стали директорами Международной семинарии фортепианного дуэта.

## Репертуар
Некоторые из более ранних записей дуэта, изначально выпущенные под именами «Браха Иден и Александр Тамир», теперь появляются под именами «Браха Иден и Александр Волковский».
Иден и Тамир записали все произведения для двух фортепиано и фортепианных дуэтов таких композиторов как Брамса, Мендельсона, Моцарта, Рахманинова, Шуберта и Шумана, а также отдельные произведения Баха, Бартока, Дебюсси, Пуленка, Равеля и многих других. За запись Сонаты Брамса фа минор для двух фортепиано, соч. 34б. дуэт был награждён Grand Prix du Disque for World Music.
Они дали американскую премьеру «Вариаций Паганини» Лютославского (1955) и, по предложению самого Стравинского, первыми исполнили и записали фортепианную дуэтную версию «Весны священной». Они также записали четыре симфонии Брамса в собственной транскрипции композитора для двух фортепиано и играли различные забытые произведения для двух фортепиано, в том числе музыку Клементи, Дуссека и Гуммеля.
Тамир сделал несколько переложений и написал несколько собственных произведений для фортепианного дуэта.